# Caldoveiro
Caldoveiro este o arie protejată (sit de importanță comunitară — SCI) din Spania întinsă pe o suprafață de 12.539,4 ha, integral pe uscat.

## Localizare
Centrul sitului Caldoveiro este situat la coordonatele 43°13′39″N 6°05′57″W / 43.2275°N 6.0992°V.

## Înființare
Situl Caldoveiro a fost declarat sit de importanță comunitară în mai 1999 pentru a proteja 2 specii de plante și 30 de specii de animale.

## Biodiversitate
Situată în ecoregiunea atlantică, aria protejată conține 14 habitate naturale: Grohotișuri termofile și vest-mediteraneene, Pajiști uscate europene, Păduri de stejar galițio-portugheze cu Quercus robur și Quercus pyrenaica, Pante stâncoase calcaroase cu vegetație casmofită, Păduri aluvionare cu Alnus glutinosa și Fraxinus excelsior (Alno-Padion, Alnion incanae, Salicion albae), Fânețe de joasă altitudine (Alopecurus pratensis, Sanguisorba officinalis), Păduri de Ilex aquifolium, Pajiști uscate seminaturale și facies de acoperire cu tufișuri pe substraturi calcaroase (Festuco-Brometalia) (* situri importante pentru orhidee), Păduri de fag acidofile atlantice, cu subarboret de Ilex și, uneori, de asemenea, Taxus, la nivelul arbuștilor (Quercion robori-petraeae sau Ilici-Fagenion), Pajiști umede atlantice temperate cu Erica ciliaris și Erica tetralix, Lande oro-mediteraneene cu formațiuni endemice de grozamă, Păduri de Quercus ilex și Quercus rotundifolia, Pajiști oro-iberice cu Festuca indigesta, Pseudostepă cu ierburi și specii anuale de Thero-Brachypodietea.
La baza desemnării sitului se află mai multe specii protejate:
- plante (2): Centaurium somedanum, Narcissus asturiensis
- păsări (17): uliu porumbar (Accipiter gentilis), Alectoris rufa, fâsă-de-câmp (Anthus campestris), acvilă de munte (Aquila chrysaetos), șerpar (Circaetus gallicus), porumbel gulerat (Columba palumbus), cioară neagră (Corvus corone), prepeliță (Coturnix coturnix), cuc (Cuculus canorus), vulturul pleșuv sur (Gyps fulvus), sfrâncioc roșiatic (Lanius collurio), vultur egiptean (Neophron percnopterus), Perdix perdix hispaniensis, coțofană (Pica pica), Pyrrhocorax pyrrhocorax, silvie de tufiș (Sylvia undata), sturz-cântător (Turdus philomelos)
- amfibieni (1): Discoglossus galganoi
- mamifere (7): Galemys pyrenaicus, vidră de râu (Lutra lutra), liliac cu aripi lungi (Miniopterus schreibersii), liliacul mediteranean cu potcoavă (Rhinolophus euryale), liliacul mare cu potcoavă (Rhinolophus ferrumequinum), liliacul mic cu potcoavă (Rhinolophus hipposideros), urs brun (Ursus arctos)
- nevertebrate (3): fluturele auriu (Euphydryas aurinia), Euplagia quadripunctaria, rădașcă (Lucanus cervus)
- reptile (2): Lacerta monticola, Lacerta schreiberi

Pe lângă speciile protejate, pe teritoriul sitului au mai fost identificate 1 specie de amfibieni, 8 specii de mamifere.